# Drzewica, Tỉnh West Pomeranian
Drzewica [dʐɛˈvit͡sa] (tiếng Đức: Drewitz)  là một ngôi làng thuộc khu hành chính của Gmina Golczewo, thuộc quận Kamień, West Pomeranian Voivodeship, ở phía tây bắc Ba Lan. Nó nằm khoảng 5 kilômét (3 mi)   phía nam Golczewo, 24 km (15 mi) về phía đông nam Kamień Pomorski và 48 km (30 mi) về phía đông bắc của thủ đô khu vực Szczecin.
Trước năm 1945, khu vực này là một phần của Đức. Đối với lịch sử của khu vực, xem Lịch sử của Pomerania.